# Frédéric Bézian
Frédéric Bézian, né le 25 mai 1960 à Revel (Haute-Garonne), est un auteur de bande dessinée français.
Il est le fils d'Huguette Carrière, écrivaine française connue pour la série Tony, parue dans les années 1970 dans la Bibliothèque rose (Hachette). Il vécut à Bram de 1963 à 1969 où ses parents étaient enseignants au collège Saint-Exupéry.
Il collabore à divers fanzines jusqu'en 1977, date à laquelle il publie de manière professionnelle dans Djin, un magazine du groupe Bayard Presse. De 1978 à 1981, il suit les cours de Claude Renard de la section Bande dessinée à l'institut Saint-Luc de Bruxelles et participe aux publications du 9e Rêve, réalisées par les élèves de l'atelier.
Il a également réalisé la bible graphique de la série animée Belphégor de Jean-Christophe Roger.

## Biographie
Frédéric Bézian est né en 1960 en Haute-Garonne.
Très jeune, il collabore à plusieurs fanzines dont Djin, où il affirme son goût pour l’univers du fantastique. Ce travail de plusieurs années en autodidacte s’affine à l’Institut Saint-Luc de Bruxelles où il suit de 1978 à 1981, les cours de Claude Renard et François Schuiten.
Il publie à cette époque Adieu l’émule, douze planches en noir & blanc dans Le Petit Neuvième Rêve n°4, publication réalisée par les élèves de l’atelier. En 1982, il sort son premier album, intitulé L’Étrange Nuit de Mr Korb aux éditions Magic Strip suivi de Ginette, Martine et Josianne chez Futuropolis.
Entre 1983 et 1986, il publie des nouvelles noires, quelque part entre Edgar Poe, Franz Kafka et Oscar Wilde, dans le magazine (À suivre). Ces histoires seront regroupées par la suite dans l’album Totentanz, publié chez Magic Strip.

« On pourrait classer Bézian parmi les Nouveaux Réalistes […] Les lignes de Bézian sont ridées, un peu laides et paraissent incertaines. Mais […] elles convergent vers l’essence du message de Bézian, à savoir la décadence humaine et l’angoisse devant la puissance du surnaturel »

— Pascal Lefèvre - mars 1987
En 1989, la série Adam Sarlech démarre aux Humanoïdes Associés : univers fantastique et morbide. Il travaille pendant 5 ans sur cette série. La similitude avec Sambre d’Yslaire le contraint à retravailler la série qui se mue en une trilogie et dont le troisième album, Testament sous la neige, obtient le prix Bloody Mary au Festival d’Angoulême en 1994.
Dans les années 1990, Bézian travaille pour différents éditeurs indépendants comme Amok chez qui il publie dans la revue Le Cheval sans tête. Puis avec Archipels chez P.M.J, l’auteur explore des univers plus contemporains avec un graphisme proche d'auteurs comme Muñoz ou Feiniger. L’album Chien rouge, chien noir sort également chez P.M.J en 1999, après la parution de quelques chapitres dans le magazine Brazil. Parallèlement, Bézian est contacté par le Studio des Armateurs (producteurs des longs-métrages d'animation Kirikou et Les Triplettes de Belleville) pour travailler sur le dessin animé Belphégor. Après quelques essais, il est nommé directeur artistique, intervient sur le story-board, le générique et la composition musicale de cette série animée en vingt-six épisodes.
Entre 2000 et 2003, il participe à différents albums collectifs, des revues allemandes et japonaises, et illustre régulièrement des chroniques dans le cahier « livres » du journal Libération. Bézian revient à la bande dessinée sur un scénario de Noël Simsolo, avec l’album Ne touchez à rien, publié chez Albin Michel en 2004. En janvier 2006 est paru un Donjon Monsters, scénarisé par Joann Sfar & Trondheim, aux éditions Delcourt.

## Publications

### Bande dessinée

#### One Shot
- L'Étrange nuit de Monsieur Korb, Magic Strip, coll. « Atomium 58 » (no 4), 1982 (ISBN 2-8035-0053-1).
- Ginette, Martine, Josianne..., Futuropolis, coll. « Maraccas », 1982 (BNF 34851934).
- Fin de siècle, Magic Strip, coll. « Modern Steel », 1983 (ISBN 2-8035-0062-0).
- Galerie de cimetières, Librairie Ailleurs, 1984 (ISBN 2-905334-03-7).
- Muret 1213, la bataille  (dessin), avec Viviane Nortier (scénario), préf. de Michel Roquebert), Commune de Muret, 1986. Album de commande jamais publié[5].
- Totentanz : La Danse des morts, Magic Strip, coll. « Cargo de nuit », 1986 (ISBN 2-8035-0143-0).
- Archipels, P.M.J. éditions, 1999 (ISBN 2-9512875-0-X)[6].
- Chien rouge, Chien noir, La Garenne-Colombes, P.M.J éditions, 1999, 79 p. (ISBN 2-9512875-1-8)[7].
- Ne touchez à rien  (dessin), avec Noël Simsolo (scénario), Paris, Albin Michel, 2004, 96 p. (ISBN 2-226-15529-5).
- Les Garde-fous, Paris, Delcourt, 2007, 79 p. (ISBN 978-2-7560-0629-1).
- La Belle Vie : choses vues, Paris, Delcourt, 2008 (ISBN 978-2-7560-1341-1).
- Bourdelle : Le Visiteur du soir, Paris, Paris Musées, 2010, 46 p. (ISBN 978-2-7596-0115-8).
- Aller-retour, Paris, Delcourt, 2012, 79 p. (ISBN 978-2-7560-2305-2)[8].
- Le Courant d'art : De Byrne à Mondrian, Toulon, Noctambule, 2015 (ISBN 978-2-302-04769-3).
- Karoo, Paris, Delcourt, 2019, 119 p. (ISBN 978-2-7560-7634-8), adapté du roman du même nom de Steve Tesich.

#### Séries
- Adam Sarlech (scénario, dessin et couleurs), Les Humanoïdes Associés :

1. Adam Sarlech, 1989  (ISBN 2-7316-0505-7).
2. La Chambre nuptiale, 1991  (ISBN 2-7316-0925-7).
3. Testament sous neige, 1993  (ISBN 2-7316-1128-6).

- Donjon Monsters (dessin), avec Joann Sfar et Lewis Trondheim (scénario) et Walter (couleurs), Delcourt coll. « Humour de rire »

1. Des soldats d'honneur, 2006  (ISBN 2-84789-907-3).

- Docteur Radar (dessin et couleurs), avec Noël Simsolo (scénario), Glénat :

1. Tueur de savants, 2014  (ISBN 978-2-7234-9078-8).
2. Terreur en Italie, 2018  (ISBN 978-2-344-00355-8).
3. Morts à Venise, 2021  (ISBN 978-2-344-03233-6)[9].

### Illustration
- André de Richaud (préf. Éric Dussert), Échec à la concierge, et autres textes, Talence, L'Arbre vengeur, coll. « L'Alambic » (no 16), 2012, 188 p. (ISBN 978-2-916141-84-8)

## Prix
- 1994 : Prix Bloody Mary pour Adam Sarlech t. 3